# TV Manchete Recife
A TV Manchete Recife foi uma emissora de televisão brasileira sediada em Olinda, município do estado de Pernambuco, que operava no canal 6 VHF analógico, outorgado na capital Recife. Era uma emissora própria da Rede Manchete, pertencente ao Grupo Bloch, criada em 1983, cujas concessões foram adquiridas através de licitação pública do governo federal em 1981, sendo uma a da TV Rádio Clube do Recife, cassada por problemas administrativos da Rede Tupi, da qual fazia parte. Inaugurada em 1984, produziu alguns poucos programas locais durante o período em que esteve no ar. Por seu sinal ser transmitido para outros locais da região Nordeste do país, chegou a atuar como sede regional da rede. Em 1999, devido a problemas financeiros da Rede Manchete, suas emissoras próprias, inclusive a do Recife, foram vendidas para a TeleTV, tornando-se RedeTV!.

## História

### Antecedentes
Em 23 de julho de 1980, o Ministério das Comunicações abriu concorrência pública para conceder nove outorgas de televisão pelo Brasil, sendo sete de emissoras da Rede Tupi, cassadas pelo governo federal no dia 16 por problemas administrativos, e duas de canais desocupados há mais de uma década. A licitação foi disputada por alguns conglomerados, terminando vencedores, em 19 de março de 1981, o Grupo Silvio Santos e o Grupo Bloch, que levou as concessões do Rio de Janeiro, Belo Horizonte, Fortaleza e Recife, além da inoperante, em São Paulo. O segundo grupo, presidido pelo jornalista Adolpho Bloch, atuava na edição de revistas e tinha uma rede de emissoras de rádio, e pretendia com estes canais inaugurar a Rede Manchete, ingressando assim no meio televisivo.
No Recife, onde o Grupo Bloch estava presente com a sucursal da revista Manchete e a Manchete FM, lançada em 1980, que integrava a rede de rádio de mesmo nome, a outorga correspondia ao canal 6 VHF, que operou de 1960 a 1980 a TV Rádio Clube, filial da Rede Tupi. A TV Manchete aproveitaria sua estrutura técnica e maior parte de seu quadro de funcionários, além de dar continuidade a um projeto da antiga emissora de construção de uma torre em concreto com arquitetura de Oscar Niemeyer. Havia também a idealização de um centro cultural formado por um prédio de dois andares e um teatro para dois mil espectadores, que nunca foi realizada. Sua sede principal ficaria em um terreno no bairro Ouro Preto, em Olinda, cidade próxima a Recife, doado pela prefeitura, que estava sem utilização desde quando a fábrica Fosforita deixou o local após decretar falência, em 1968, enquanto o escritório estaria no Centro da capital pernambucana.
Em fevereiro de 1983, equipes da TV Manchete iniciaram os trabalhos para a formação de seu acervo cobrindo um baile no Clube Português do Recife. O plano do Grupo Bloch era o de inaugurá-la em 17 de julho daquele ano, porém problemas técnicos adiaram a estreia para outubro, quando as filiais do Rio de Janeiro, São Paulo e Belo Horizonte estavam no ar, chegando depois a não existir uma data prevista. Concomitantemente, as obras de construção da torre perduraram um ano, sendo concluídas em janeiro de 1984. A estrutura tinha 80 metros de altura e um restaurante com mirante no topo.

### Atividades

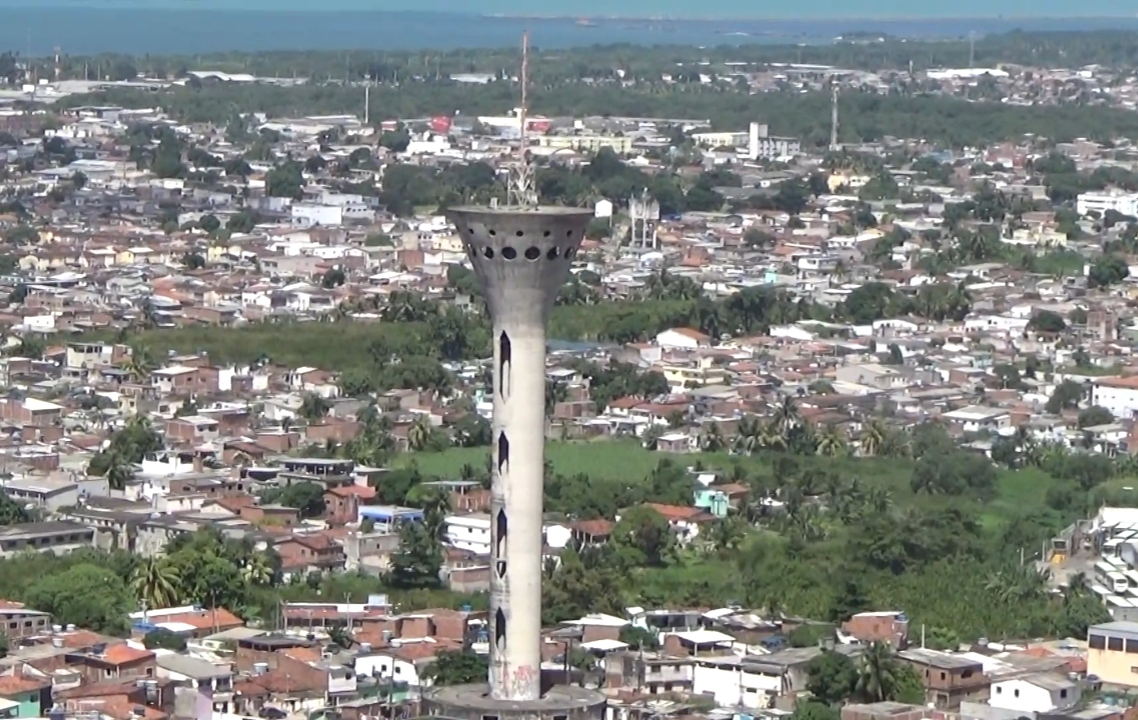
Torre de transmissão utilizada pela TV Manchete Recife, em Olinda

A TV Manchete Recife foi inaugurada às 17 horas de 3 de março de 1984 exibindo Capiba e o Frevo, especial dirigido pelo cineasta Nelson Pereira dos Santos sobre o músico Capiba, com participação do mesmo, em que personalidades locais interpretaram suas composições; o especial foi ao ar nacionalmente pela Rede Manchete. Depois, a emissora iniciou a retransmissão da cobertura do Carnaval do Rio de Janeiro, realizada pela rede, e no dia 7, após o encerramento da cobertura, veiculou O Mundo Mágico, show de números musicais que abriu as atividades da Rede Manchete no ano anterior.
Neste período inicial, a torre de transmissão da emissora distribuía seu sinal para além dos arredores do Recife, podendo ser captado também em Caruaru, no interior de Pernambuco, e no arquipélago de Fernando de Noronha. A estação também chegou a ser transmitida em outras localidades da região Nordeste do Brasil, elevando-a ao posto de sede regional da rede.
A TV Manchete Recife iniciou suas atividades produzindo matérias jornalísticas para a rede, mas sem gerar programação local. Finalizada a construção do prédio térreo do estúdio, em setembro de 1984, estreou o boletim Pernambuco Agora, exibido na faixa noturna de 1.º de abril de 1985 a 20 de janeiro de 1986. De 22 de outubro de 1985 a 28 de janeiro de 1986, foi ao ar o Linha Direta, programa de entrevistas semanal apresentado por Ney Gonçalves Dias, que já era contratado da rede e ia a Pernambuco para gravá-lo nos estúdios da TV Universitária através de convênio enquanto os da TV Manchete estavam em obras. A atração, que recebia personalidades do estado de diferentes setores, era transmitida na faixa das 22 horas e ia ao ar pela Rede Manchete para todo o Brasil, tendo registrado "bons índices de audiência" segundo o Diario de Pernambuco. Em 27 de abril de 1987, a TV Manchete Recife, seguindo o padrão estabelecido pela rede, estreou o Nordeste em Manchete, depois mudado para Pernambuco em Manchete, exibido diariamente à noite com quinze minutos. Assim como as outras filiais também produziu edições locais do Manchete Esportiva, e além disso cobriu o Carnaval em Pernambuco, destacando o de Olinda, transmitido em rede nacional.

### Vendas
Em 9 de junho de 1992, as emissoras de rádio e de televisão do Grupo Bloch, inclusive a TV Manchete Recife, foram vendidas ao empresário Hamilton Lucas de Oliveira. O controle dos veículos foi devolvido a Adolpho Bloch em 23 de abril de 1993 após o cancelamento da venda pelo então governo federal, sob a alegação de a Indústria Brasileira de Formulários, empresa de Oliveira, não ter pago o valor total do investimento. Em novembro de 1995, com a morte de Bloch, seu sobrinho Pedro Jack Kapeller assumiu a propriedade da Rede Manchete.
Em 9 de maio de 1999, devido à crise causada pela situação financeira instável da Rede Manchete, suas emissoras próprias no Rio de Janeiro, São Paulo, Belo Horizonte, Fortaleza e Recife foram vendidas a Amilcare Dallevo Jr., dono da TeleTV, e no dia seguinte, a documentação para a oficialização da transferência foi entregue ao Ministério das Comunicações. A compra foi autorizada em decreto publicado no Diário Oficial da União no dia 17, e toda a rede entrou em expectativa para o lançamento da RedeTV!, ocorrido em 15 de novembro do mesmo ano.

## Posteriormente
A RedeTV! continuou utilizando a torre da TV Manchete para transmitir seu sinal analógico na Grande Recife até 2017 e a desocupou no ano seguinte, pagando durante todo o período o aluguel à massa falida da rede. Desde então, o prédio térreo ao lado passou a ser ocupado por desabrigados, que procuram preservar a construção. A torre é objeto de pedidos de tombamento, tendo um sido realizado em 2013 pela Sociedade Olindense de Defesa da Cidade Alta ao Conselho de Preservação dos Sítios Históricos de Olinda e outro em 2017 pela Associação da Imprensa de Pernambuco à Fundação do Patrimônio Histórico e Artístico de Pernambuco.
Parte do acervo de fitas da TV Manchete Recife, que foi guardado na base de sua torre, terminou sendo perdido devido à danificação pela ação do tempo. Segundo relatos de funcionários que trabalharam na emissora, não houve interesse da massa falida da rede em recuperá-lo.